# Ренарс Кауперс
Ренарс Кауперс (лет. Renārs Kaupers, понекад и као Рејнард Каупер; 1. септембар 1974) је летонски поп/рок певач, инструменталиста и текстописац који је певач бенда Brainstorm.

## Биографија
Кауперс је дипломирао новинарство на Универзитету Летоније 1996. Течно говори најмање три језика: енглески, летонски и руски.
Кауперсови преци су вероватно били барон Фридрих фон Стјуарт из Курландије (1761–1842) и нећака Имануела Канта, Хенриета Кант.  
Певач је летонског поп/рок бенда Brainstorm, који је заузео треће место на Евровизији 2000. песмом „My Star“. 2001. Ренарс је добио Летонску филмску награду као најбољи глумац.
Био је домаћин Евровизије 2003. у Риги, са Маријом Наумовом, а такође је био домаћин концерта поводом 50. годишњице Евровизије у Копенхагену, са Катрином Лесканич.

## Одликовања
- Орден Беле звезде пете класе Републике Естоније 2005.
- Орден три звезде четврте класе Републике Летоније 2008.